# Halcón (1814)
La corbeta Halcón (Falcón, Alcón, Halcyon o Hawk) fue un buque de la Armada Argentina partícipe de la Guerra de la Independencia. Integró la segunda escuadra de las Provincias Unidas del Río de la Plata, la cual, en la Campaña Naval de 1814, al mando del comandante Guillermo Brown, derrotó a las fuerzas navales realistas de Montevideo y posibilitó la captura de la plaza.

## Historia
El Hawk era un mercante inglés, construido en Francia y "de construcción endeble" según la descripción del mismo Brown. Al mando del capitán Carlos Gordon y consignada al comerciante Juan McNey arribó a Buenos Aires el 19 de abril de 1814.

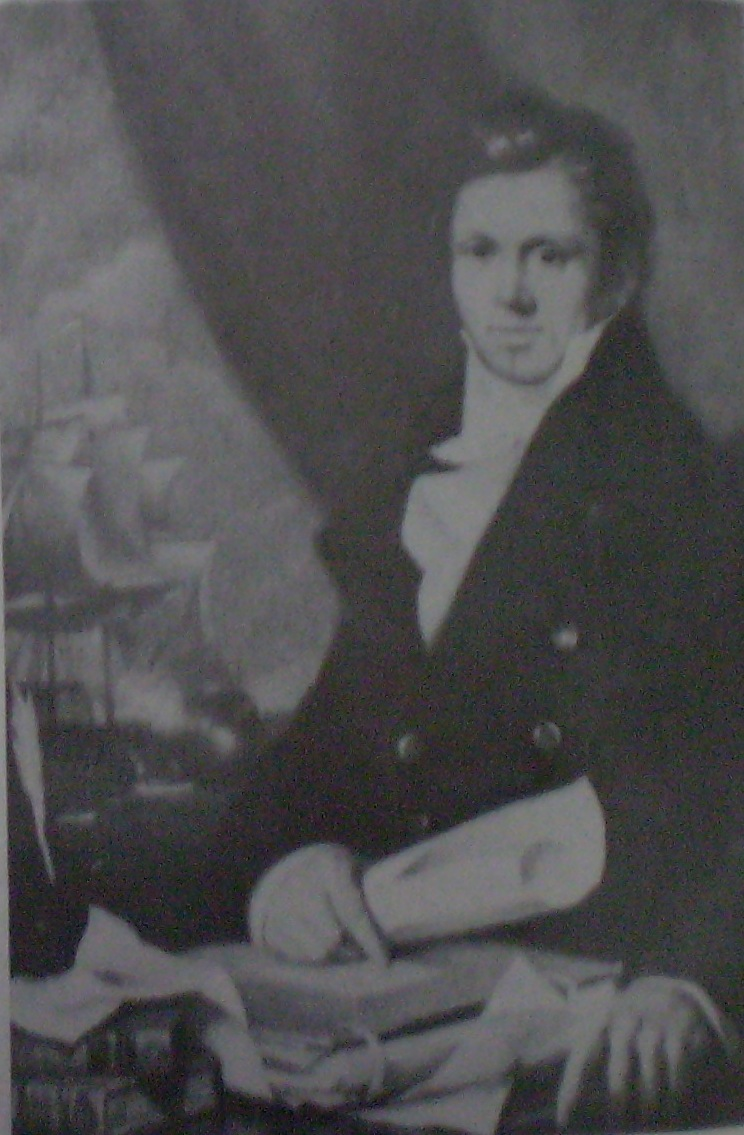
William Porter White.

Fue comprada en el puerto de Buenos Aires en la suma de 12000 pesos por Juan Larrea en representación del gobierno y el comerciante William Porter White, financista y responsable del armado de la nueva escuadra revolucionaria. Con el numeral 5 se incorporó a la escuadra al mando de Guillermo Brown el 9 de mayo de ese año por lo que no participó del Combate de Martín García y se sumó directamente al bloqueo de Montevideo.
Su primer comandante fue el sargento mayor Juan Handel, y bajo su mando el 17 de mayo participó como reserva en el Combate naval del Buceo, actuando en la infructuosa persecución del rápido queche Hiena que huía de la batalla.

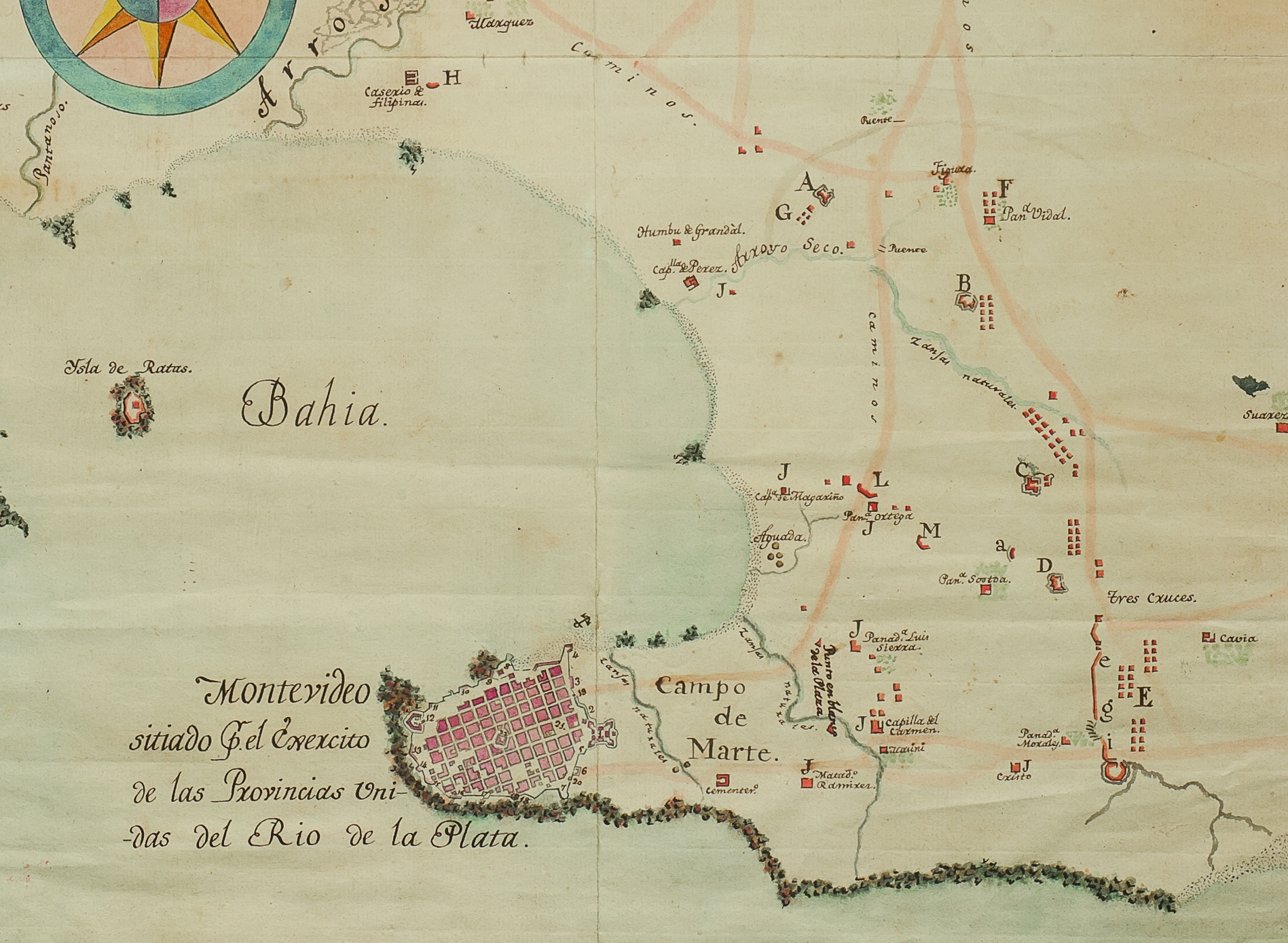
Montevideo.

Tras la rendición de la plaza realista el 23 de junio de 1814 e iniciado en agosto el desguace de la escuadra, la Halcón fue destinada al patrullaje de la costa de la Banda Oriental entre Montevideo y la laguna de Rocha en previsión de la "Expedición Pacificadora" dispuesta por Fernando VII de España tras su restauración.
En octubre pasó a desarme parcial en Barracas para su posterior venta, con una base de 13000 pesos, permaneciendo en el ínterin a cargo del contramaestre Juan Slad. En agosto de 1815 se puso finalmente en venta y en septiembre se adjudicó a Vicente Anastasio Echevarría por solo 8000 pesos "en consideración al importante servicio que va a efectuar". Echevarría la dedicaría al corso y de resultar favorable la expedición, debería aportar 2000 pesos adicionales.
El 12 de septiembre de 1815, Echevarría recibió la patente de corso N° 25 y fue puesta al mando de Hipólito Bouchard, conservando como su segundo a Roberto Jones. Fue armada con 12 cañones de 8 libras y 6 carronadas de a 10 y tripulada con 100 hombres, en su mayoría franceses.
La Halcón zarpó el 29 de octubre y se sumó a la expedición corsaria de Brown al Pacífico. Tras una campaña favorable, en febrero de 1816 fracasó un ataque a Guayaquil y Brown fue tomado prisionero, por lo que para liberarlo se cedió buena parte de la escuadra.
Días después, Bouchard comunicó a Brown que el Halcón tenía averías y que sus oficiales habían decidido regresar a Buenos Aires. En la isla de Charles, el 25 de marzo de 1816 en el reparto de presas la Halcón fue asignada a Brown consignando un valor de 10000 pesos por el buque, mientras Bouchard obtenía la fragata Consecuencia, la goleta Carmen, y contraía una deuda de 3475 pesos.
El 2 de mayo en el río Anchicayá, Golfo de Buenaventura, Colombia, la Halcón al maniobrar sobre una de sus presas, el bergantín Socorro, chocó y se hundió, pudiendo salvarse su tripulación.